# منتخب جمهورية أيرلندا لكرة قدم الصالات
منتخب جمهورية أيرلندا لكرة قدم الصالات هو ممثل جمهورية أيرلندا الرسمي في المنافسات الدولية في كرة الصالات . تأسس في 1983.